# LS集团
LS集团是一家韩国集团公司，总部位于韩国京畿道安养市。LS集团是2003年11月从LG集团独立出来，在25个国家设有100多个子公司，年销售额达252亿美元。 
公司表示LS是英文"Leading Solution"的缩写。主營纜線、礦物、電力裝備、自動化系統、機械等業務。